# 層 (数学)
数学における層（そう、英: sheaf, 仏: faisceau）とは、位相空間上で連続的に変化する様々な数学的構造をとらえるための概念であり、大域的なデータを局所的に取り出すこと、および局所的なデータの貼り合わせ可能性によって定式化される。
層は局所と大域をつなぐことばであり、装置である。層のことばを使って多様体やリーマン面などの幾何学的対象が定義できる。曲面の向きや微分形式も層のことばで定義できる。例として、位相空間上の連続関数を考える。位相空間の各開集合に対しそこで定義された連続関数の環が定まり、開集合の包含関係に対し定義域を制限することで定まる写像は環の射である。さらに、局所的に定義された連続関数の族が大域的な関数を定義するならば、その関数は連続関数である。層の定義は、この2つの性質を抽象化したものである。
層理論の幅広い概念力と純粋数学を超えた分野への幅広い応用性は、ごく最近になってようやく認識され始めた。応用圏理論の観点から、グラフのn色彩、衛星データ、チェス問題、ベイジアンネットワーク、自己相似群、音楽演奏、複体など、様々な応用例を考察できる。
より形式的に、大域から局所への移行のみを考える概念は前層（ぜんそう、presheaf）とよばれる。

## 定義

### 前層
組 {\displaystyle (X,T)} を {\displaystyle X} が集合、{\displaystyle T} が {\displaystyle X} の開集合系である位相空間とする。X 上の（集合の）前層 {\displaystyle {\mathcal {F}}} とは、次の条件を満たす {\displaystyle X} の開集合から集合への対応規則である。
- {\displaystyle X} の開集合 {\displaystyle U\in T} に対して集合 {\displaystyle {\mathcal {F}}(U)} が定まる。
- 開集合の包含関係 {\displaystyle U\subset V} に応じて制限写像（せいげんしゃぞう、restriction map）と呼ばれる写像

{\displaystyle \rho _{U}^{V}\colon {\mathcal {F}}(V)\to {\mathcal {F}}(U)}
（ρ V
U  を ρU, V のように記すこともある）が定まり、さらに次の条件を満たす。
1. {\displaystyle \rho _{U}^{U}=\mathrm {id} _{U}}（ここで、{\displaystyle \mathrm {id} _{U}:{\mathcal {F}}(U)\to {\mathcal {F}}(U)}は恒等写像である）。
2. {\displaystyle U\subset V\subset W\implies \rho _{U}^{W}=\rho _{U}^{V}\circ \rho _{V}^{W}}。

各開集合 {\displaystyle U} に対応付けられる {\displaystyle {\mathcal {F}}(U)} がどれも加群の構造を持ち、制限写像がどれも加群の準同型となっているならば X 上の加群の前層、同じく {\displaystyle {\mathcal {F}}(U)} がどれも環であって制限写像がどれも環準同型ならば {\displaystyle X} 上の環の前層、といったように {\displaystyle {\mathcal {F}}(U)} たちのもつ構造によって前層をクラスに分けることができる。
各開集合 {\displaystyle U} に対して {\displaystyle {\mathcal {F}}(U)} の元を前層 {\displaystyle {\mathcal {F}}} の {\displaystyle U} 上の切断（せつだん、section）あるいは断面（だんめん）と呼ぶ。開集合の包含関係 {\displaystyle U\subset V} と {\displaystyle V}上の切断 {\displaystyle s\in {\mathcal {F}}(V)} が与えられたとき、
{\displaystyle s|_{U}:=\rho _{U}^{V}(s)}
と記して、{\displaystyle s|_{U}} を切断 {\displaystyle s} の {\displaystyle U} への制限 (restriction) と呼ぶ。
圏論の言葉で言えば、{\displaystyle X} の開集合系（これは包含関係に関する順序集合となる）{\displaystyle T} を圏と見なすとき、{\displaystyle X} 上の前層とは {\displaystyle T} から集合の圏への反変関手のことであるということができる。また、可換群の（あるいは加群の）前層や環の前層は {\displaystyle T} から可換群の圏や環の圏への反変関手のことであり、同様にして {\displaystyle T} から適当な圏 {\displaystyle {\mathcal {C}}} への反変関手として {\displaystyle {\mathcal {C}}} に値を持つ前層が定義される。二つの前層を関手と見なして、その間の自然変換となるものを前層の射または前層の準同型とよぶ。

### 層
位相空間 X 上の前層はその切断が局所的な切断の張り合わせで定義できるとき層と呼ばれる。正確には X 上の層とは、前層 F = {F(U), ρ V
U } であって、X の各開集合 U に対して開被覆
{\displaystyle U=\bigcup _{\lambda \in \Lambda }U_{\lambda }}
が任意に与えられたとき、F(U) の元 s, t が任意の λ に対して
{\displaystyle s|_{U_{\lambda }}=t|_{U_{\lambda }}}
を満たすならば常に s = t が成立（既約性条件）し、さらに切断の族 (sλ ∈ Uλ)λ∈Λ が常に
{\displaystyle s_{\lambda }|_{U_{\lambda }\cap U_{\mu }}=s_{\mu }|_{U_{\lambda }\cap U_{\mu }}}
を満たすものであるならば常に、F(U) の元 s で
{\displaystyle s|_{U_{\lambda }}=s_{\lambda }}
をすべての λ に対して満たすものが存在する（閉条件）ようなもののことをいう。

### 射
発見的な方法でいうと、層の射は層の間の写像のようなものである。しかし、層は位相空間の各開集合に対するデータを含んでいるので、層の射は、各開集合上の写像の整合性条件を満たす集まりとして定義される。
F と G を圏 C に値をもつ X 上の 2つの層とする。射 φ: G → F は、X の各開集合 U に対し、制限と両立するような射 φ(U): G(U) → F(U) からなる。言い換えると、開集合 U のすべての開部分集合 V に対し、次の図式が可換となる：
層を特別な種類の関手としても表現できることを思い出そう。このとき、層の射は対応する関手の自然変換である。射のこの概念により、任意の C に対し X 上の C に値を持つ層の圏が存在する。その対象は C に値を持つ層であり、射は層の射である。層の同型射はこの圏における同型射である。
層の同型射は各開集合 U 上の同型射であることを証明できる。言い換えると、φ が同型射であることと、各 U に対し φ(U) が同型射であることが同値である。同じことは単射についても正しいが、全射については正しくない。層係数コホモロジーを参照。
層の射の定義において貼りあわせの公理を用いなかったことに注意しよう。したがって、上の定義は前層に対しても意味をなす。すると C に値を持つ前層の圏は関手圏、O(X) から C への反変関手の圏である。

## 層の茎
層 {\displaystyle {\mathcal {F}}} の茎 (stalk) {\displaystyle {\mathcal {F}}_{x}} は、点 x ∈ X の「まわり」の層の性質を捕らえる。ここに、「まわり」の意味は、概念的に言うと、その点のいくらでも小さい近傍を見るということであるが、もちろん、単独の近傍では十分小さくないので、ある種の極限をとらなければならない。
茎は、与えられた点 x を含む X のすべての開集合上での帰納極限
{\displaystyle {\mathcal {F}}_{x}=\varinjlim _{U\ni x}{\mathcal {F}}(U),}
によって定義される。言い換えると、茎の元は、x のある開近傍上の切断により与えられ、2つのそのような切断は、より小さな近傍でそれらの制限が一致するとき、同じであると考える。
自然な射 F(U) → Fx は F(U) の切断 s をその芽 (germ) へ写す。これは芽の通常の定義を一般化する。
茎の別の定義方法は、
{\displaystyle {\mathcal {F}}_{x}:=i^{-1}{\mathcal {F}}(\{x\})}
であり、ここに i は一点空間 {x} から X への包含である。同値性は逆像の定義から導かれる。
多くの状況下で、層の茎を知ることは、層自身を知るに充分である。例えば、層の射が単射、全射、あるいは同型射であるか否かは、茎の上で調べることができる。ゴドマン分解のような構成においても、茎が使われる。

## エタール束
局所同相写像 E → X は X 上のエタール束とよばれる。X 上の層と X 上のエタール束の間には自然な対応がある。
エタール束 E に対応する層 FE は各開集合 U に対してその上の E への切断の空間 Γ(U, E) を与え、開集合の包含関係に対して切断の制限写像を対応させることで定義される。X の点 x について、茎 FE, x は E における x の逆像と自然に対応する。
逆に、層 F に対応するエタール束 FE は F の茎の合併集合 {\displaystyle \cup _{x\in X}F_{x}} に、次のようにして位相を入れることで構成される(射影 EF → X は Fx → x の寄せ集めで作られる)。任意の開集合 U と FU の任意の元 s について O(U; s) = { sy ∈ Fy | y ∈ U } (sy は茎 Fy における sの芽) とおき、O(U; s) の形にかける集合全てで生成されるような開集合系をEF上で考える。

## 例
連続関数の層
Xを位相空間とする。X の開集合 U に対して、その上の複素数値連続関数のなす空間を C(U) とかくことにする。開集合の包含関係 V ⊆ U に対して関数の定義域の制限 C(U) → C(V) を考えることでX 上の層が得られる。点x におけるこの層の芽とはxのまわりでの関数の局所的な振る舞いを表していると考えることができる。
同様に、複素多様体に対しその上の正則関数のなす層を考えることができる。
定数層
Mを集合とするとき、離散位相を考えてMを位相空間とみなせる。このとき、直積空間X × MからXへの第一成分への射影写像は局所同相写像になっていて、X上のエタールバンドルを与えている。これに対応する層はMが定めるX上の定数層と呼ばれる。

## 空間の復元
Xを位相空間とする。一点集合が定めるX上の定数層はO(X)上Xによって表現される関手yX = HomO(X)(-, X)だと見なすことができる。より一般にyXの部分層とXの開集合の間に自然な対応があり、X上の層からXの開集合たちとその間の包含関係を復元できることがわかる。簡素な空間 (sober space) と呼ばれるクラスの分離空間についてはその開集合系からもとの空間と位相同型な位相空間を得ることができる。このことから層は位相空間の圏論的・「代数／組み合わせ」的な言い換えを与えているとも考えられる。

## 前層の層化
前層Pに対してその層化 aP が、普遍性 Hom(P, F) ≡ Hom(aP, F) (Fは任意の層)を満たすような層として定義される。この定義から、とくにすでに層であるような前層 P に対して層化 aP を考えれば、PとaPは自然に同型であることが要請される。集合の前層については実際に層化を考えることができ、加群や環の前層など付加的な構造を付与した場合でもたいていの場合には層化が可能である。
層化の構成には何通りかの方法がある。たとえば層に付随するエタールバンドルの構成を前層に対して同様に実行することでエタールバンドルが得られ、このエタールバンドルに付随する層を考えることで層化が得られる。

## 歴史
層の概念が最初にはっきりと現れたのは、第二次世界大戦中のジャン・ルレイによる偏微分方程式の研究だと言われている。その後、アンリ・カルタンのセミナーで形式的な整備が進められた。
なお、アンリ・カルタンをはじめとするフランスの数学者達の層の解明は、岡潔が見出した不定域イデアルという概念をも基にしている。岡の複素関数論のイデアの不定域イデアルが基本内容を構成しそれを取り出し形式化したものが連接層の内容とされる。
さらに任意の係数体上の多様体にコホモロジー理論を構築することを目的の一つとして、1955年にジャン＝ピエール・セールによって代数幾何学に層の概念が持ち込まれた。アレクサンドル・グロタンディークによりこの考えが推し進められ、スキーム上有意義な「層」を表現しうるトポスの概念が得られた。ほかに層が決定的に用いられる理論として佐藤幹夫らに端を発する偏微分方程式系の解析（D-加群の理論）があげられる。